# Phobiatic
Phobiatic ist eine deutsche Death-Metal-Band.
Die Band wurde 2008 in Essen gegründet. Eine führende Rolle nimmt dabei Robert Nowak ein, der vor allem durch sein Engagement bei Japanische Kampfhörspiele in der Szene bekannt ist. In der Vita des Bassisten steht Jack Slater.

## Stil
Das über Unundeux veröffentlichte Debüt-Album und dessen Nachfolger waren noch „geradliniger, amerikanisch geprägter Death Metal“. Stilistisch wurden u. a. Morbid Angel und Suffocation sowie Immolation und Asphyx als Referenzen herangezogen. An anderer Stelle wurde die Band als „etwas besserer Cannibal Corpse-Nacheiferer“ bezeichnet.
Das dritte Album, welches über Bret Hard Records erschien, zeigte eine Weiterentwicklung zum Technical Death Metal.

## Diskografie
- 2011: Spreading the Plague (Demo)
- 2012: An Act of Atrocity (Unundeux)
- 2014: Fragments of Flagrancy(Unundeux)
- 2017: Phobiatic (Bret Hard Records)